# Marie Curry

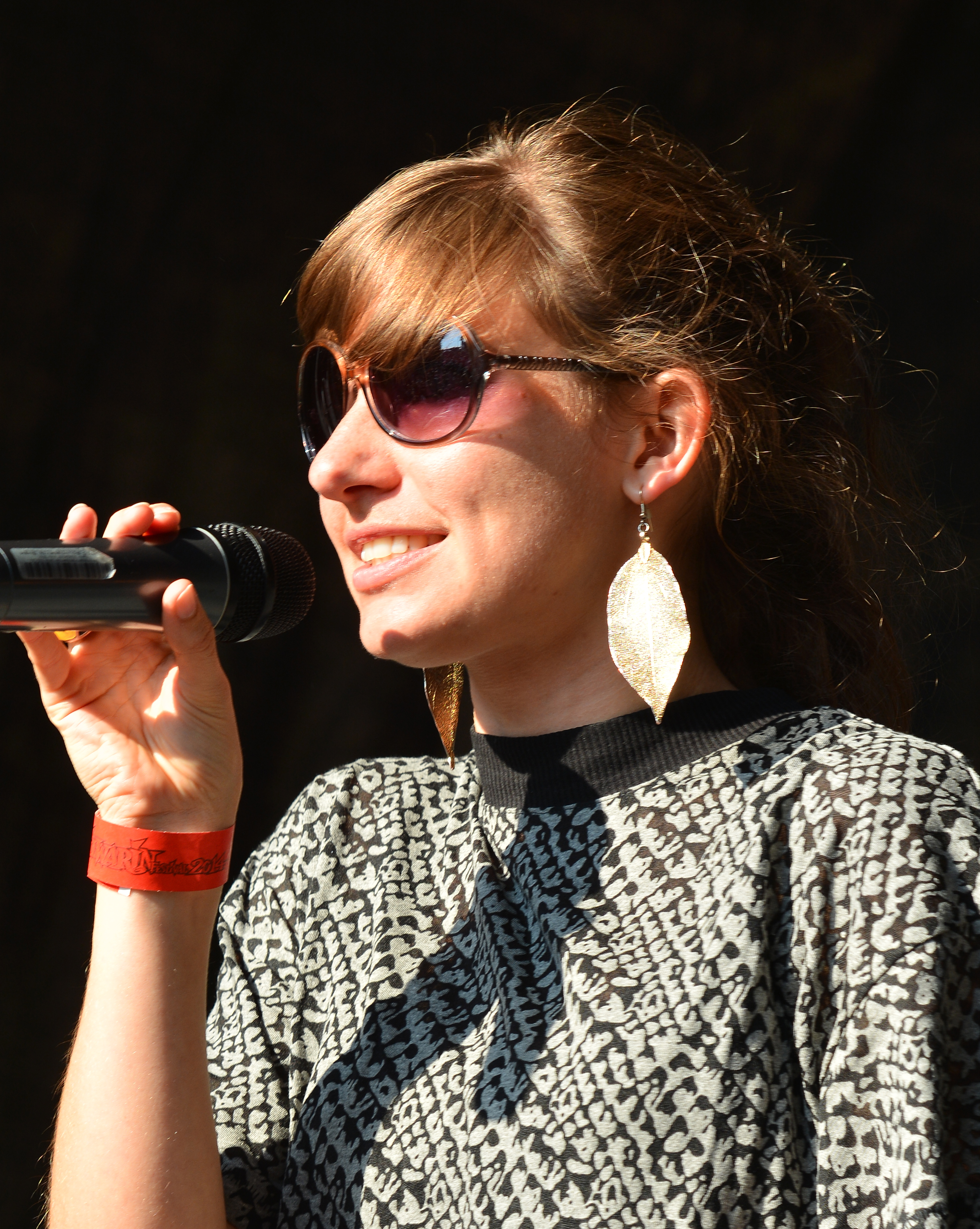
Marie Curry beim Wilwarin Festival 2014

Marie Curry (geb. 12. Januar 1986 im Landkreis Diepholz) ist eine deutsch- und englischsprachige Sängerin und Rapperin aus Hamburg.

## Leben
Marie Curry wuchs in Donstorf auf und ging in Diepholz auf die Grundschule An der Hindenburgstraße und später auf die Graf-Friedrich-Schule.
Die Rapper Johnny Mauser und Captain Gips veröffentlichten im Jahr 2010 ein Album mit dem Namen Neonschwarz, auf welchem der Song On a journey vertreten war. Bei diesem Song hat Marie Curry mitgewirkt und die Hookline gesungen. Mit beiden Rappern gründete sie danach die Band Neonschwarz, zu der später noch Spion Ypsilon hinzustieß. Zunächst als Sängerin aktiv, ist sie auf den neueren Songs auch mit Rap-Parts vertreten.
Mit Neonschwarz ist sie mit Audiolith Records verbunden und auch Mitglied von TickTickBoom. Sie ist außerdem auf der EP Parole Brückenbau von Sookee sowie auf dem Album Scheitern und Verstehen von Feine Sahne Fischfilet zu hören.
Am 1. März 2024 erschien ihr Soloalbum Cameo auf Audiolith.

## Diskografie

### Alben
- 2024: Cameo (Audiolith)

### Mit Neonschwarz
- siehe Neonschwarz#Diskografie

### Mit Anderen
- 2012: 3 1/2 Meter Lichtgestalt auf Scheitern und Verstehen von Feine Sahne Fischfilet
- 2013: Warten auf auf Parole Brückenbau von Sookee